# Sorceress
Sorceress (también conocida como Temptress II) es una película fantástica y de terror estadounidense con alto contenido erótico estrenada en vídeo el 4 de enero de 1995 en Estados Unidos, y en cines el 3 de mayo de 1997 en Holanda.
La película fue dirigida por Jim Wynorski, director de más de 90 películas, mayoritariamente de bajo presupuesto, y que hace un cameo en la película. También hay un cameo del productor, Fred Olen Ray, igualmente conocido por sus trabajos de bajo o medio presupuesto. Destaca la aparición de la actriz Linda Blair, conocida sobre todo por su aparición en El Exorcista, y la del actor William Marshall, protagonista de Blacula.

## Argumento
Un abogado (Larry Poindexter) está en pleno auge debido a la ayuda de la magia negra de su mujer (Julie Strain). Pero se las tendrá que ver, en un nuevo caso, con otra bruja (Linda Blair) que le pondrá las cosas muy difíciles.

## Reparto
- Larry Poindexter como Larry Barnes.
- Julie Strain como Erica Barnes.
- Linda Blair como Amelia Reynolds.
- Edward Albert como Howard Reynolds.
- Michael Parks como Stan Latarga.
- William Marshall como John Geiger.
- Melissa Brasselle como Mrs. Annie Latarga
- Silvia Manríquez como Kanti.

## Curiosidades
- El nombre con el que hace un cameo el productor Fred Olen Ray es Bill Carson, como un personaje de la película El bueno, el feo y el malo.[6]